# 3812 Lidaksum
3812 Lidaksum este un asteroid din centura principală, descoperit pe 11 ianuarie 1965 de Observatorul Zijinshan.